# Western Star
Wéstern Star Trucks (англ. Вестерн Стар Тракс) — виробник важких вантажівок і запасних частин. Штаб-квартира розташована в Портленді, штат Орегон, США.

## Історія

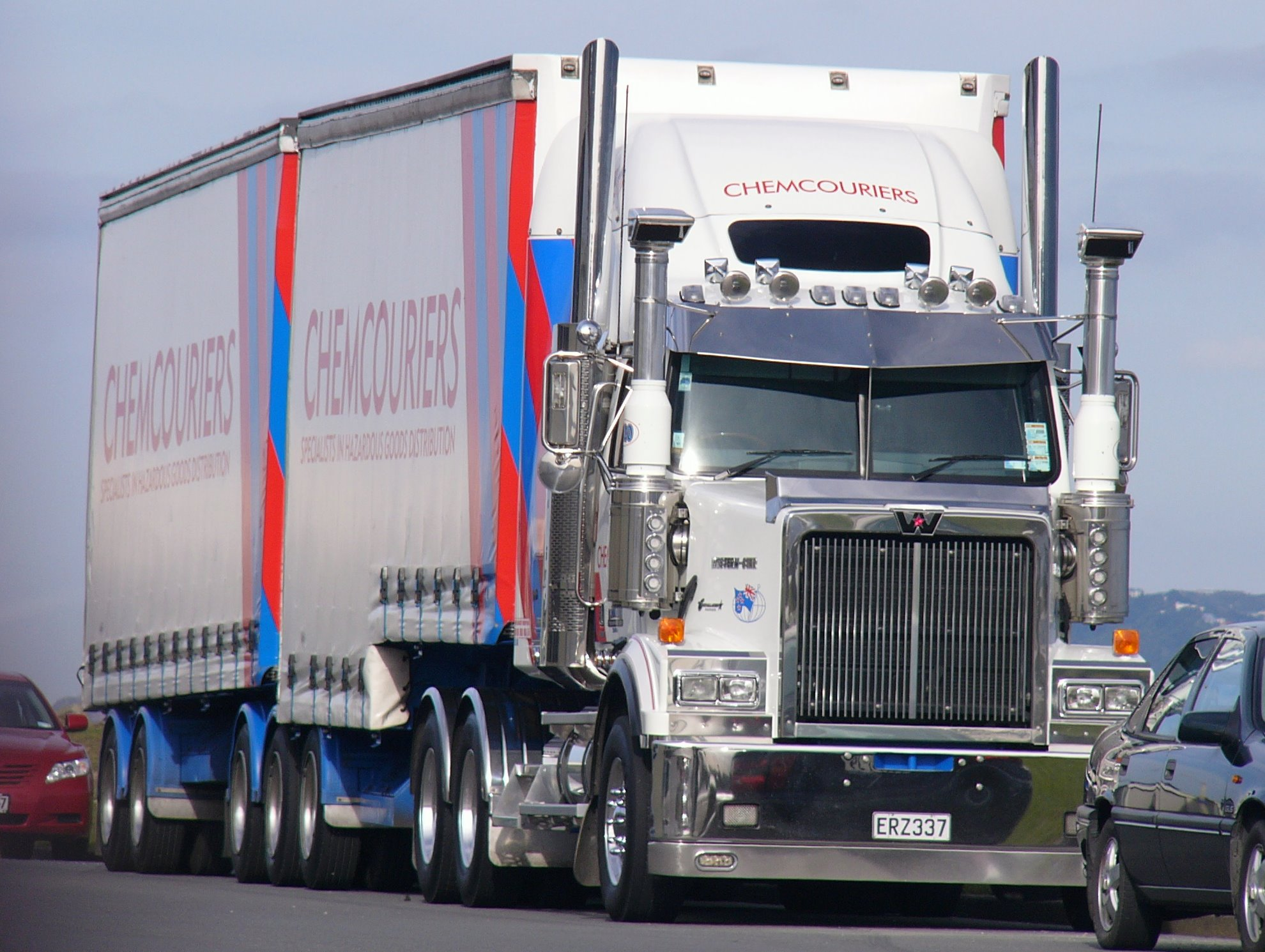
Вантажівка Western Star 4900

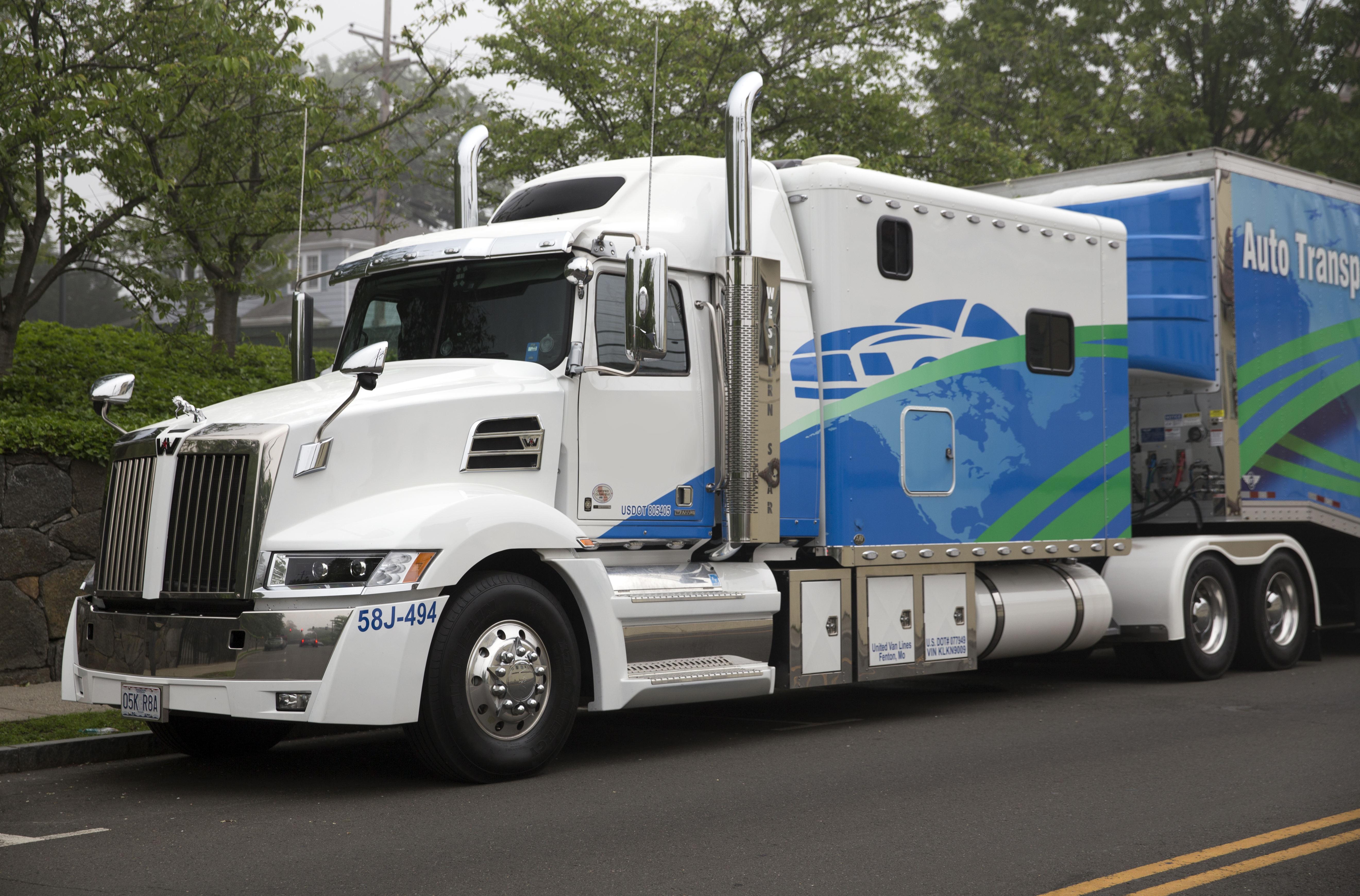
Western Star 5700XE 2019

Історія створення бренду Western Star розпочалася в 1967, коли компанія White Motor Company заснувала виробничу компанію White Western Star розташовану в Клівленді. Коли компанію White Motor Company збанкрутувала в 1980 і була придбана компанією Volvo Trucks, дочірнє підприємство Western Star було придбане канадськими підприємцями. Воно було перетворене в незалежного автовиробника під назвою Western Star Trucks Inc. і було продане в 1990 році австралійському підприємцю Террі Пібоді.
У 1995 купує компанію Ontario Bus Industries та Bus Industries of America та об'єднує їх в Orion Bus Industries.
У 1996 купує британську компанію ERF Trucks.
У 2000 компанія розділена. Дочірнє підприємство ERF Trucks було продано німецькій MAN, а решту складових компанії (Western Star Trucks та Orion Bus Industries) було продано американській Freightliner, що в свою чергу належить Daimler AG.

## Актуальні моделі
У 2022 році Western Star анонсувала та випустила на ринок вантажівки серії X, замінивши поточну на той час серію Constellation, яка вироблялася з 1998/99 років. Нова серія X вантажівок Western Star включає: 47X, 48X (тільки для Австралії), 49X і 57X.

### 47X
Western Star 47X — модель початкового рівня, яка використовується здебільшого для професійних цілей, наприклад для встановлення самоскиду або цементозмішувача. 47X також можна використовувати зі стандартним з’єднувачем сідла для буксирування стандартних причепів. 47X доступний у конфігурації денної кабіни разом із варіантами спального місця 36″ та 48″. 

### 40X
Western Star 49X також є професійною вантажівкою, яка є дещо більш важкою та має більше можливостей налаштування. 49X доступний як стандартне шасі, до якого можна додати додаткові пристосування. 49x доступний у кількох конфігураціях кабіни, включаючи денну кабіну, 36″ спальне місце, 48″ спальне місце, 60″ спальне місце та 72″ спальне місце. 36″ – це низький дах у стилі траншеї, тоді як 48″ і 60″ доступні з середнім дахом. Модель 72″ доступна з високим і середнім дахом.

### 57X
Western Star 57X — варіант для шосе, який використовує шасі та кабіну Freightliner Cascadia, але має багато вдосконалень, таких як посилені частини кабіни, інші двері та аеродинамічний передок із двоступеневим підігрівом фар і хромованою решіткою радіатора з нержавіючої сталі. Він також має цифрову кабіну в стандартному обладнанні, але клієнти все ще можуть вибрати стандартну аналогову панель приладів. Він розроблений як шосейна вантажівка, здатна буксирувати напівпричепи, практично без професійних застосувань. 57X є більш преміальною моделлю, ніж її аналоги. Кожен 57X виготовляється вручну в Клівленді, штат Північна Кароліна. 57X доступний у кількох конфігураціях, включаючи денну кабіну, варіанти зі спальним місцем на даху висотою 60 дюймів із середнім дахом і висотою 72 дюйми.
Доступні коробки передач: автоматизована ручна DD12 у різних специфікаціях і автоматичні ручні/ручні коробки передач Eaton.